# Sagema potentillae
Sagema potentillae — вид грибів, що належить до монотипового роду Sagema.